# Марія Анна Баварська (1805—1877)
Марія Анна Баварська (нім. Maria Anna von Bayern), повне ім'я Марія Анна Леопольдіна Єлизавета Вільгельміна Баварська (нім. Maria Anna Leopoldine Elisabeth Wilhelmine von Bayern, 27 січня 1805 — 13 вересня 1877) — баварська принцеса з династії Віттельсбахів, донька першого короля Баварії Максиміліана Йозефа та баденської принцеси Кароліни, дружина короля Саксонії Фрідріха Августа II.

## Біографія
Марія Анна та її сестра-близнючка Софія Фредеріка народились 27 січня 1805 року у Мюнхені, столиці курфюрства Баварія. Їхніми батьками були курфюрст Баварії Максиміліан Йозеф та його друга дружина Кароліна. В родині вже росли старші сестри, теж двійнята, Амалія Августа і Єлизавета Людовіка. Згодом до них додалися молодші: Людовіка Вільгельміна та Максиміліана Йозефа.
У 1806 році їхній батько стал королем Баварії. У 1825 році він помер, і престол успадкував зведений брат Марії Анни, Людвиг, син Максиміліана від першого шлюбу.

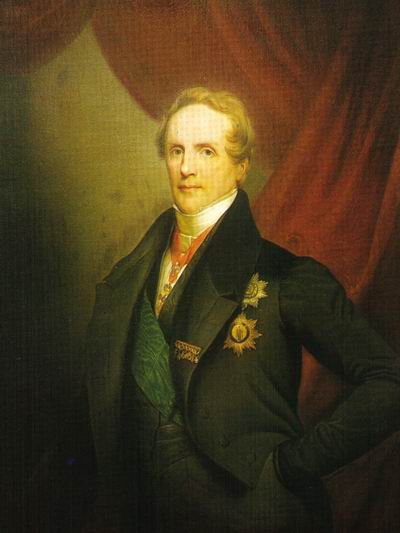
Фрідріх Август

У 28 років вийшла заміж за 35-річного принца Фрідріха Августа Саксонського, співправителя  короля Антона. Весілля відбулося 24 квітня 1833 року у Дрездені.  Старша сестра нареченої, Амалія Августа, вже була одружена із принцом Йоганном, братом Фрідріха Августа. Для нареченого це був другий шлюб. Перша дружина померла, не залишивши нащадків. Шлюб із Марією Анною також виявився бездітним. 
У 1836 році чоловік став повноправним королем Саксонії. Під час голоду того ж року Марія Анна організовувала перші жіночі комітети допомоги.
У 1844 році почала листуватися із письменницею Ідою фон Хан-Хан. Листування тривало до самої смерті королеви. Зараз їхні листи зберігаються у літературному музеї Берліна.
Під час «Весни народів» 1848—49 у Саксонії почалися заворушення. Королівська родина була змушена рятуватися у фортеці Кьонігштайн. 6 травня 1849 абсолютистська монархія була відновлена.
1854 року Фрідріх Август загинув у Тиролі, коли його екіпаж перекинувся. Трон успадкував його брат Йоганн. Амалія Августа стала королевою Саксонії.
В пам'ять про чоловіка Марія Анна наказала звести каплицю у неоготичному стилі. У річницю аварії Königskapelle була освячена.
Сама Марія Анна пішла з життя двадцять років потому, 13 вересня 1877 року. Похована у католицькій Hofkirche Дрездена.